# Taszaka Kazuaki
Taszaka Kazuaki (Hirosima, 1971. augusztus 3. –) japán válogatott labdarúgó, edző.
A japán válogatott tagjaként részt vett az 1999-es Copa América.

## Statisztika
| Japán válogatott | Japán válogatott | Japán válogatott |
| Időszak          | Mérk.            | gól              |
| ---------------- | ---------------- | ---------------- |
| 1995             | 4                | 0                |
| 1996             | 0                | 0                |
| 1997             | 0                | 0                |
| 1998             | 0                | 0                |
| 1999             | 3                | 0                |
| Összesen         | 7                | 0                |

### Edzői statisztika
| Csapat              | Nemzet   | –tól     | –ig      | Mérkőzések | Mérkőzések | Mérkőzések | Mérkőzések | Mérkőzések |
| Csapat              | Nemzet   | –tól     | –ig      | M          | Gy         | V          | D          | Gy %       |
| ------------------- | -------- | -------- | -------- | ---------- | ---------- | ---------- | ---------- | ---------- |
| Oita Trinita        | Japán    | 2011     | 2015     | 172        | 54         | 47         | 71         | 31,4       |
| Shimizu S-Pulse     | Japán    | 2015     | 2015     | 12         | 1          | 4          | 7          | 8,3        |
| Fukushima United FC | Japán    | 2017     | 2018     | 64         | 22         | 17         | 25         | 34,4       |
| Tochigi SC          | Japán    | 2019     | Jelenleg | 0          | 0          | 0          | 0          | —          |
| Összesen            | Összesen | Összesen | Összesen | 248        | 77         | 68         | 103        | 31,0       |